# السامولة (مدينة البيضاء)

تعديل مصدري - تعديل

حارة السامولة هي إحدى حارات مدينة مدينة البيضاء أحد مدن محافظة البيضاء، بلغ تعداد سكانها 789 نسمة حسب تعداد اليمن لعام 2004.